# Danse du feu
La columna de fuego (en francés: Danse du feu), lanzado inicialmente en Estados Unidos y en Gran Bretaña como "Haggard's "She"—The Pillar of Fire y también conocido como La Colonne de feu, es un cortometraje mudo de 1899 dirigido por Georges Méliès basado en la novela de H. Rider Haggard de 1887 Ella: una historia de aventuras.

## Resumen
Un diablo hace cabriolas en una gran chimenea, encendiendo un fuego. De una sartén gigante surge una mujer joven con voluminosas túnicas blancas. Mientras el humo se eleva en la chimenea, la mujer comienza una danza serpentina. Sus faldas toman la apariencia de llamas hasta que, finalmente, desaparece en un estallido de fuego.

## Producción
Danse du feu fue la primera película basada en la novela Ella (She: A History of Adventure) de H. Rider Haggard de 1887. En lugar de intentar contar toda la historia de la novela, Méliès usó a uno solo de sus personajes como inspiración para una película engañosa, recordando la escena de la novela en la que Ayesha se encuentra en medio de las llamas. Al menos otras seis adaptaciones de Ella se realizaron en la época muda.

## Lanzamiento
La película fue estrenada por la Star Film Company de Méliès y ocupa el puesto 188 en sus catálogos. Si bien la película se comercializó en Estados Unidos y Gran Bretaña como Haggard's She, enfatizando la conexión con la novela popular, se ofreció simplemente como Danse du feu en Francia, sin mencionar a Haggard.
Danse du feu se ofreció en una impresión coloreada a mano con un colorido diseñado y dirigido por Elisabeth Thuillier. La copia superviviente coloreada a mano de la película es un ejemplo ornamentado del trabajo de Thuillier para Méliès.